# Pro-Administration Party
Le Pro-administration Party (Parti progouvernemental en français) est une expression utilisée par certains historiens pour décrire les partisans de la politique du gouvernement de George Washington – en particulier la politique financière du secrétaire d’État au Trésor Alexander Hamilton – avant la formation des partis fédéraliste et républicain-démocrate.
Presque tous les individus décrits comme faisant partie du Parti progouvernemental devinrent membres du parti Fédéraliste, quoique le terme de « progouvernemental » soit parfois également utilisé pour décrire les partisans du gouvernement qui n’adhérèrent pas au parti Fédéraliste après sa formation. Plutôt qu’un vrai parti politique, il s’agit en réalité d’un terme fourretout utilisé pour désigner les diverses factions politiques se distinguant par leur croyance en une administration fédérale forte.

## Sources
- (en) Cet article est partiellement ou en totalité issu de l’article de Wikipédia en anglais intitulé « Pro-Administration Party (United States) » (voir la liste des auteurs).